# Демівська волость
Демівська волость — адміністративно-територіальна одиниця Ольгопільського повіту Подольської губернії з центром у селі Демівка.
Станом на 1885 рік — складалася з 17 поселень, 12 сільських громад. Населення 16824 — осіб (8486 чоловічої статі та 8338 — жіночої), 2023 дворових господарства.
|                     | Площа, дес. | У тому числі орної, десятин |
| ------------------- | ----------- | --------------------------- |
| Сільських громад    | 16132       | 10941                       |
| Приватної власності | 12152       | 6934                        |
| Іншої власності     | 614         | 435                         |
| Загалом             | 28898       | 18310                       |

Основні поселення волості:
- Демівка — колишнє власницьке село при річці Савранка, 2670 осіб, 313 дворів, православна церква, 2 постоялих будинки, водяний млин.
- Вовчок — колишнє власницьке село, 688 осіб, 97 дворів, православна церква, школа, постоялий двір.
- Голдашівка — колишнє власницьке село, 891 осіб, 235 дворів, православна церква, постоялий двір,
- Лісниче — колишнє власницьке село, 2100 осіб, 228 дворів, православна церква, школа, 2 постоялий двори, 2 водяних млини.
- Любомирка — колишнє власницьке село при річці Савранка, 2223 особи, 263 двори, православна церква, школа.